# Distrito electoral de Sidney 4 (condado de Cheyenne, Nebraska)
Sidney 4 (en inglés: Sidney 4 Precinct) es un distrito electoral ubicado en el condado de Cheyenne en el estado estadounidense de Nebraska. En el Censo de 2010 tenía una población de 425 habitantes y una densidad poblacional de 1,04 personas por km².

## Geografía
Sidney 4 se encuentra ubicado en las coordenadas 41°5′25″N 103°7′22″O / 41.09028, -103.12278. Según la Oficina del Censo de los Estados Unidos, Sidney 4 tiene una superficie total de 410.09 km², de la cual 410.06 km² corresponden a tierra firme y (0.01%) 0.03 km² es agua.

## Demografía
Según el censo de 2010, había 425 personas residiendo en Sidney 4. La densidad de población era de 1,04 hab./km². De los 425 habitantes, Sidney 4 estaba compuesto por el 97.88% blancos, el 0.24% eran afroamericanos, el 0.47% eran amerindios, el 0% eran asiáticos, el 0% eran isleños del Pacífico, el 0.24% eran de otras razas y el 1.18% pertenecían a dos o más razas. Del total de la población el 3.29% eran hispanos o latinos de cualquier raza.